# Youri Katine-Iartsev
Youri Katine-Iartsev, né à Moscou le 23 juillet 1921 et mort dans cette ville le 18 mars 1994 , est un comédien et professeur d’art dramatique soviétique. Artiste du peuple de la RSFSR (1989).

## Biographie
Le père du futur acteur, Vassili Nilovitch Katine-Iartsev, originaire du gouvernement de Riazan, était comptable de la banque d’État. Il meurt alors que Youri a huit ans. Il habite avec sa mère, Younia Mikhaïlovna, un appartement communautaire à Spiridonievskiy Pereulok, non loin de l'ancienne rue Arbat. Youri fréquente le studio d'art dramatique au palais de la culture de l'entreprise ZIL et celui du Sovietsky district. Ses études à l'école d'art dramatique au sein du Théâtre Vakhtangov où il est admis à la fin de ses études secondaires en 1939, sont interrompues par mobilisation de guerre un mois plus tard. Il sert dans le corps du génie militaire d'Extrême-Orient, puis, au front de Voronej et au Quatrième front ukrainien. Il participe notamment à la bataille de Koursk. En 1944, il est décoré de l'ordre de l'Étoile rouge, l'ordre de la Guerre patriotique et la médaille "du mérite militaire". 
De retour à la vie civile, Katine-Iartsev reprend ses études dans le même établissement qui à cette époque porte le nom d'Institut d'art dramatique Boris Chtchoukine. Il y étudie sous la direction d'Evgueny Vakhtangov et une fois diplômé y devient lui-même professeur. Parmi ses étudiants furent Natalia Gundareva, Konstantin Raïkine, Leonid Iarmolnik, Veniamine Smekhov, Iouri Bogatyriov, Natalia Varley. En même temps, il intègre la troupe du Théâtre sur Malaïa Bronnaïa. 
Son premier rôle au cinéma a lieu dans le film de Vladimir Basov L'École du courage en 1954, puis, pendant longtemps il ne reçoit plus de propositions. Sa carrière cinématographique démarre vraiment dans les années 1970. Il marque les esprits dans Les Aventures de Bouratino en 1975. En 1981, les spectateurs le découvrent dans Les Adieux à Matiora d'Elem Klimov et dans Raspoutine, l'agonie dont le tournage avait débuté en 1966. En 1985, malgré les soucis de santé, il participe au tournage éprouvant de Bagration de Giuli Tchokhonelidze et Karaman Mgeladze. Il se trouve les ressemblances avec le personnage d'Alexandre Souvorov qu'il incarne. En dehors de son travail théâtral et au cinéma, Katine-Iartsev excelle en lecture performée dont il enseigne les astuces à ses étudiants.
Les dernières années, l'artiste ne montait plus sur scène et avait abandonné son poste de professeur à l'Institut d'art dramatique, mais donnait encore les cours particuliers à son domicile. Il décède le 18 mars 1994 et est inhumé au cimetière arménien de Moscou.

## Filmographie partielle

### Au cinéma
- 1954 : Shkola muzhestva
- 1964 : Apothicairesse (Aptekarsha)
- 1968 : Interventsia : Zolotnitsky
- 1971 : Minute de silence (Minuta molchaniya) : Sidorov
- 1972 : La Maison de marbre (Мраморный дом) de Boris Grigoriev
- 1974 : Maigret et la Vieille Dame (Megre i staraya dama) de Viatcheslav Brovkine : Médecin
- 1975 : Raspoutine, l'agonie (Agoniya) : Purishkevich
- 1976 : Brillianty dlya diktatury proletariata : Krutov
- 1978 : Shla sobaka po royalyu : Professeur Chizh
- 1978 : Chelovek, kotoromu vezlo
- 1979 : Rodnoe delo
- 1979 : Balamut
- 1981 : Vingt-six jours de la vie de Dostoïevski (Dvadtsat shest dney iz zhizni Dostoevskogo) d'Alexandre Zarkhi
- 1981 : Petrovka, 38
- 1981 : Les Adieux à Matiora : Bogodoul
- 1982 : Mère Marie (Мать Мария, Mat Maria)  de Sergueï Kolossov : prince
- 1982 : Serebryanoye revyu
- 1983 : Zdes tvoy front
- 1983 : Vam telegramma : Aleksey Alekseevich Lobachevskiy
- 1983 : Kto zaplatit za udachu?
- 1984 : L'Homme invisible (Человек-невидимка, Chelovek-nevidimka) d'Aleksandre Zakharov (ru) : propriétaire de la boutique des merveilles
- 1984 : Blistayushchiy mir
- 1984 : Klimko
- 1985 : Dayte nam muzhchin!
- 1985 : Solntse v karmane
- 1985 : Govorit Moskva
- 1985 : Bagration : Alexandre Souvorov
- 1986 : Litsom k litsu
- 1986 : Nagradit (Posmertno)
- 1986 : Rus iznachalnaya : Prokopiy
- 1986 : Tchitcherine (ru) d'Alexandre Zarkhi et Nikolaï Parfionov
- 1987 : Vezuchaya
- 1988 : Istoriya odnoy bilyardnoy komandi.
- 1988 : Pust ya umru, Gospodi...
- 1988 : Rabota nad oshibkami
- 1989 : Kazyonnyy dom : Andron
- 1989 : Otche nash
- 1989 : Kriminalnyy kvartet
- 1989 : Tranti-Vanti
- 1990 : Senit zon
- 1990 : Yama
- 1990 : Ocharovannyy strannik : Moine
- 1990 : Semya vurdalakov
- 1990 : Zdraviya zhelayu! ili Beshenyy dembel : Major-General
- 1991 : Gangstery v okeane : Servant
- 1991 : Bezumnaya Lori : Willie Bannock
- 1993 : Pistolet s glushitelem : Général
- 1996 : Vozvrashchenie 'Bronenostsa' : Illusionniste

### À la télévision
- 1975 : Les Aventures de Bouratino : Giuseppe
- 1976 : Fantaisies de Vyesnukhine  : limeur
- 1979 : Ce même Münchausen (Тот самый Мюнхгаузен, Tot samyi Munchausen) de Mark Zakharov : Thomas
- 1987 : Les Rendez-vous du minotaure : professeur du violon

## Récompenses et distinctions
- Ordre de la Guerre patriotique
- Ordre de l'Étoile rouge
- Médaille pour la victoire sur l'Allemagne dans la Grande Guerre patriotique de 1941-1945